# Krennerit
Krennerit är ortorombiskt guldtelluridmineral, som kan innehålla varierande mängder silver i strukturen, med formeln (Au, Ag)Te2. Exempel med guld ersatt med upp till 24 procent silver har hittats ([Au0,77Ag0,24]Te2). En variant med formeln AuTe2 kallas Tellurguld. Båda de kemiskt likartade guld-silvertelluriderna, kalaverit och sylvanit, finns i det monokliniska kristallsystemet, medan krennerit är ortorombiskt.
Färgen varierar från silvervit till mässingsgul. Den har en specifik vikt på 8,62 och en Mohs hårdhet på 2,5. Det förekommer i hydrotermiska miljöer med hög temperatur.

## Förekomst
Krennerite upptäcktes 1878 nära byn Săcărâmb, Hunedoara, Rumänien, och beskrevs först av den ungerske mineralogen Joseph Krenner (1839–1920).